# WDDX
WDDX (Web Distributed Data Exchange, „Уеб разпределена обмяна на данни“) е базиран на XML формат данни за директен обмен на данни между уеб приложения, развит е от фирмата Allaire. 
WDDX е подходящ за относително лесни и еднотипни заявки без многостъпкова обработка. WDDX не е обектно ориентиран, а се занимава единствено с чистата обмяна на данни между уеб приложения. WDDX превежда данни от средата на програмни езици на едно приложение към XML и обратно в друга средата на друго приложение, като приложенията могат да бъдат написани на различни езици. По този начин уеб приложенията могат да комуникират едно с друго. 
Сред предимствата на WDDX са прагматичността му и това, че функции за обработката му са интегрирани в стандартната библиотека в най-разпространения език за уеб програмиране – PHP. 

## Пример
```
<wddxPacket
 
version=
'1.0'
>

  
<header
 
comment=
'PHP'
/>

  
<data>

    
<struct>

      
<var
 
name=
'pi'
>

        
<number>
3.1415926
</number>

      
</var>

      
<var
 
name=
'cities'
>

        
<array
 
length=
'3'
>

          
<string>
Austin
</string>

          
<string>
Novato
</string>

          
<string>
Seattle
</string>

        
</array>

      
</var>

    
</struct>

  
</data>

</wddxPacket>

```